# Briza brachychaete
Briza brachychaete là một loài thực vật có hoa trong họ Hòa thảo. Loài này được Ekman mô tả khoa học đầu tiên năm 1913.